# Peter Dussmann
Peter Karl Dussmann (* 5. Oktober 1938 in Rottweil; † 26. September 2013 in Monaco) war ein deutscher Unternehmer und Gründer der Dussmann Group.

## Herkunft und Berufseinstieg
Die Eltern von Peter Dussmann betrieben in seinem Geburtsort Rottweil eine Buchhandlung. Nach der mittleren Reife am örtlichen Leibniz-Gymnasium, das er von 1949 bis 1955 besuchte, und einer kaufmännischen Lehre in Villingen betätigte sich Dussmann zunächst im Vertrieb verschiedener Unternehmen.

## Unternehmer
Im Jahr 1963 gründete er in München den Peter Dussmann Heimpflegedienst. Anfangs zählten überwiegend Privatleute, vor allem  Junggesellen, zu seinen Kunden. Zunehmend offerierte Dussmann die Dienste seines Unternehmens auch gewerblichen Kunden, etwa Krankenhäusern. Dussmann setzte dabei frühzeitig auf die Maschinisierung und Rationalisierung der Tätigkeiten. 1975 führten die Mitarbeiter Dussmanns in mehr als 100 Kliniken Reinigungsdienstleistungen aus.
Von 1966 bis 2002 lenkte Dussmann die heutige Dussmann Group als Vorstandsvorsitzender. Er internationalisierte seit 1968 sein Unternehmen, das gegenwärtig rund 60.000 Beschäftigte zählt und in 21 Ländern aktiv ist. Dussmann nutzte nach dem Fall des eisernen Vorhangs Marktmöglichkeiten in Mittel- und Osteuropa. Zudem profitierte sein Unternehmen vom Trend, Bereiche, die nicht zum Kerngeschäft eines Unternehmens gehören, auszulagern.
Aus dem Anbieter von Reinigungsleistungen entwickelte sich eine Unternehmensgruppe, die zum einen Leistungen des Facilitymanagements offeriert, vor allem Reinigung, Sicherheit, Catering und Gebäudetechnik. Zum anderen betätigt sich die Gruppe mit dem Unternehmen Kursana im Markt für stationäre Pflege – Kursana gehört hier deutschlandweit zu den größten Anbietern. Ferner betreibt die Dussmann-Group ein Kulturkaufhaus in der Friedrichstraße Berlins, in der seit 1994 die Firmenzentrale ansässig ist. Mit Bezug auf dieses Kaufhaus setzte sich Dussmann nachdrücklich für eine Lockerung gesetzlicher Beschränkungen der Ladenöffnungszeiten ein.
Das Manager Magazin führte Peter Dussmann in seiner Liste der 500 reichsten Deutschen 2011/12 auf Rang 195.

## Engagement und Ehrungen
Dussmann betätigte sich in der Arbeitsgemeinschaft Selbständiger Unternehmer. Er gehörte zum Vorstand dieses Interessenverbands.
Nach der politischen Wende und der deutschen Wiedervereinigung machte sich der Unternehmer für den Erhalt von Kulturdenkmälern in Ostdeutschland stark. Zudem war er viele Jahre lang Vorsitzender des Vereins der Freunde und Förderer der Staatsoper Unter den Linden. Auch das Berliner Musikgymnasium Carl Philipp Emanuel Bach wurde von Dussmann unterstützt. Bis Ende 2009 war er zudem stellvertretender Vorsitzender des Kuratoriums der Werner-Bonhoff-Stiftung.
Peter Dussmann erhielt 1989 das Bundesverdienstkreuz am Bande. Sein Engagement für Kulturdenkmäler wurde 2003 mit dem Deutschen Preis für Denkmalschutz (Karl-Friedrich-Schinkel-Ring) des Deutschen Nationalkomitees für Denkmalschutz gewürdigt. Im selben Jahr wurde ihm zudem der Verdienstorden des Landes Berlin verliehen.

## Rückzug

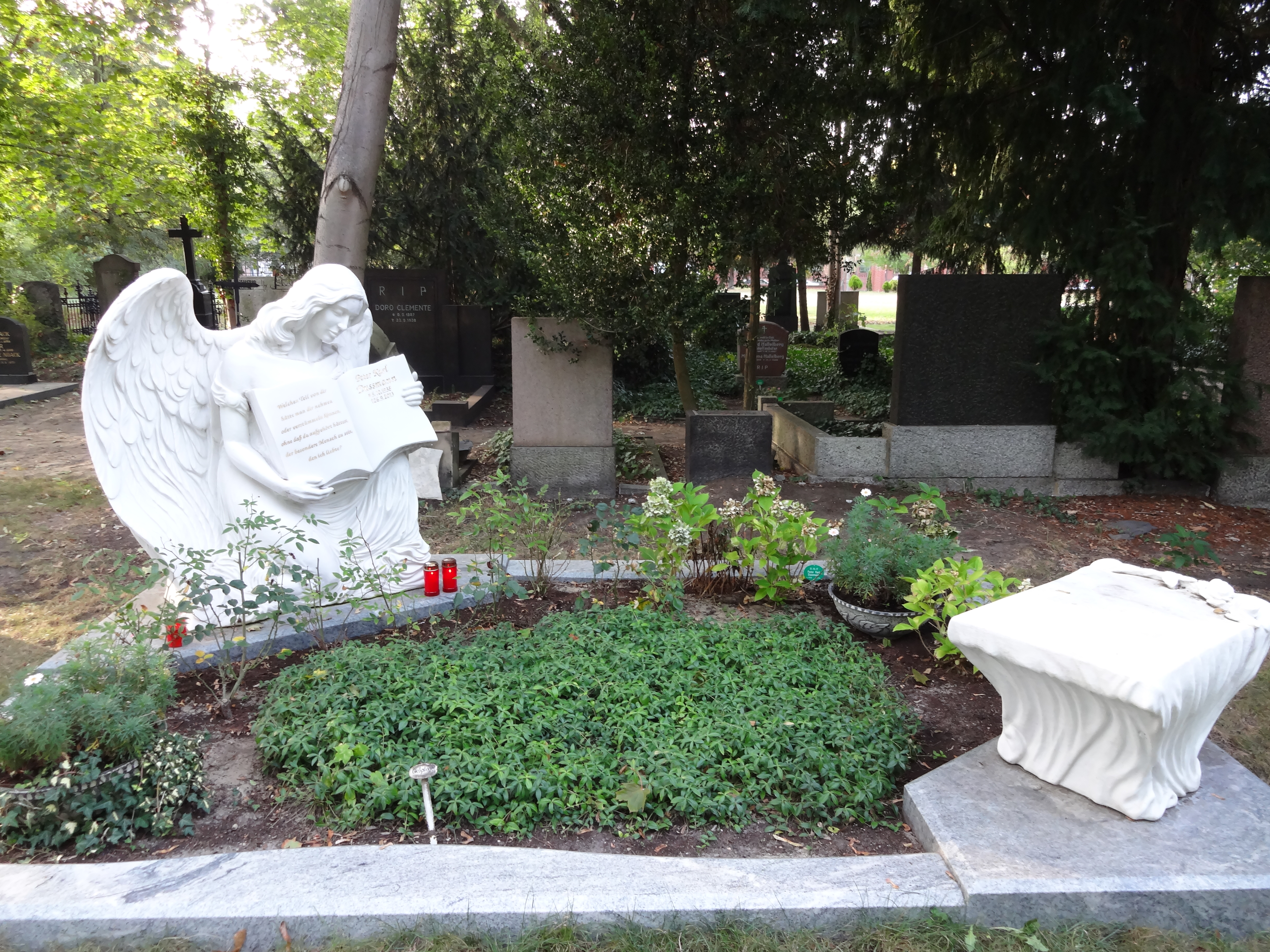
Grabstätte

Nach einem Hirnschlag im Jahr 1999 zog sich Dussmann von der Leitung seines Unternehmens schrittweise zurück und übergab Teile der operativen Führung an Herbert Lütkestratkötter. Dessen Nachfolger wurde Frank Wössner. Nach dem Ausscheiden Wössners übernahm Dussmann erneut Lenkungsfunktionen. Im September 2007 wechselte Peter Dussmann in den Aufsichtsrat der Dussmann-Gruppe. Im Oktober 2008 erlitt er in Rom einen schweren Schlaganfall. Er lebte seitdem, auf häusliche Pflege und Betreuung angewiesen, in Südfrankreich. Im September 2013 starb er an den Spätfolgen des Schlaganfalls. Er ist auf dem Alten Domfriedhof der Berliner St. Hedwigs-Gemeinde bestattet.

## Privates
Seit 1982 war Peter Dussmann in zweiter Ehe mit der gebürtigen Amerikanerin Catherine von Fürstenberg-Dussmann verheiratet. Dussmann hat eine Tochter.